# Sendai
Sendai (仙台市 Sendai-shi?) este un municipiu din Japonia, capitala prefecturii Miyagi. Orașul are circa 1 milion de locuitori.

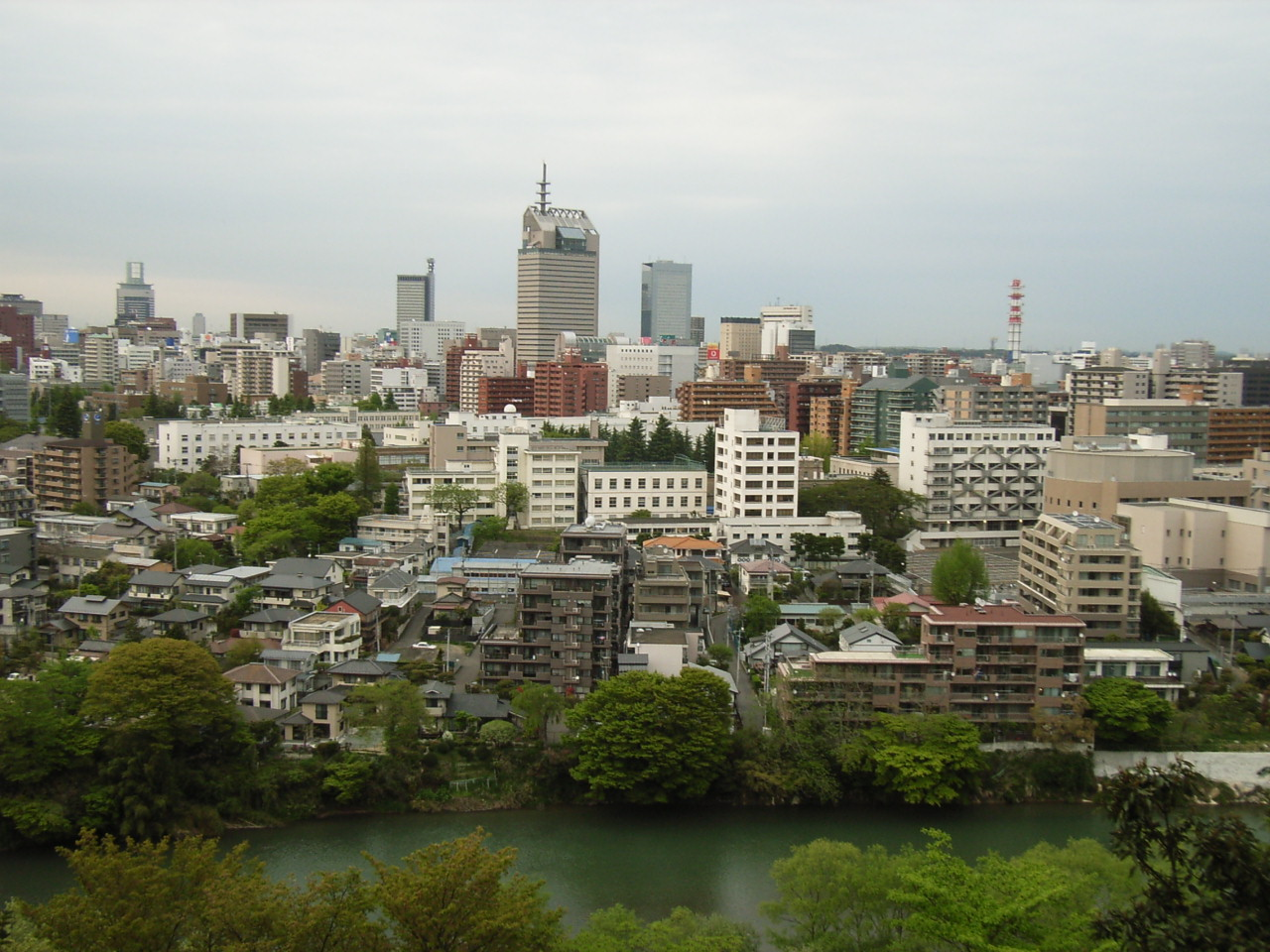

La 11 martie 2011 un tsunami, cauzat de un cutremur puternic (a se vedea Cutremurul din Tōhoku (2011)), a provocat daune semnificative, apa ajungând până la 8 km de la litoral.